# Léo & Pipo

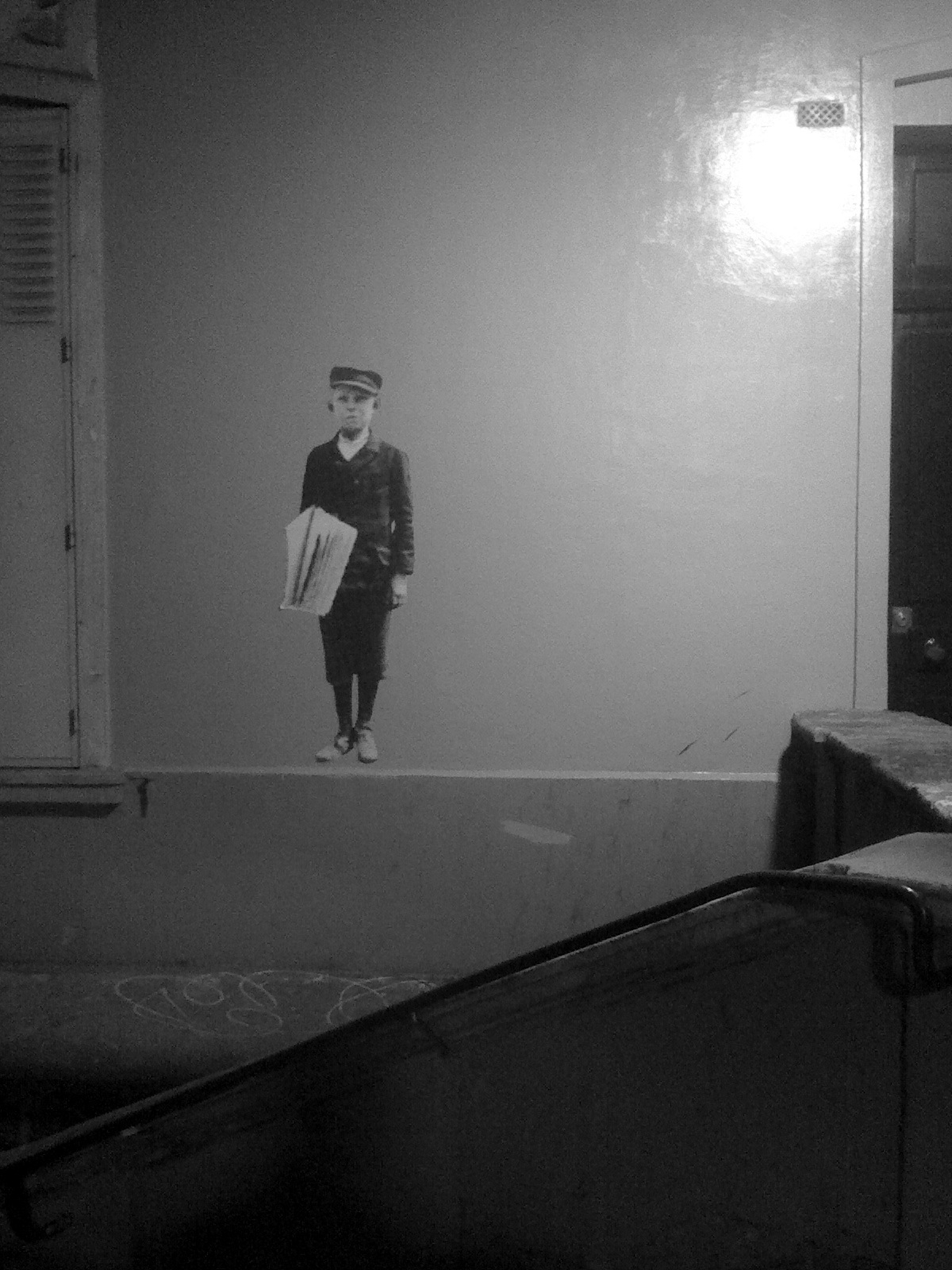
Collage de Léo & Pipo sur un mur parisien.

Leo & Pipo est un duo d'artistes français de street art, créé en avril 2008, connu pour ses collages sauvages de photographies des années 1920 sur les murs de Paris et de sa banlieue. Le collectif a également, à plusieurs reprises, exposé ses créations lors d'expositions en Italie, en Espagne, au Brésil, aux États-Unis, en Israël, au Canada ou encore en France, notamment dans le cadre des Journées du Patrimoine et des Capitales Culturelles.

## Biographie
Léo et Pipo sont deux amis d'enfance, qui se connaissent depuis l'âge de 6 ans, au cours préparatoire.

## Art et technique
Leur art consiste à coller en rue des photographies et illustrations en noir et blanc de personnages des années 1920. Ces personnages sont des anonymes issus de photos de famille. Le duo utilise deux types différents de support et de format que sont les autocollants et les affiches, ces dernières constituant leur principale « marque de fabrique ». 
Les collages en petit format, sur autocollants, sont principalement destinés aux surfaces urbaines de type boîtes aux lettres extérieures, dos des panneaux de signalisation, ou vitrines de magasins désaffectés.
Les œuvres sur affiche résultent d'un processus différent. Les photos sont agrandies et imprimées sur du papier. Du simple collage de photographies individuelles à ses débuts, leur travail a évolué vers des constructions plus complexes, avec notamment des compositions de groupes, des personnages en action ou des fresques de plusieurs personnes. Les affiches sont collées au moyen de colles lourdes, telles que des colles de chantier à PVC, afin de protéger les collages d'éventuels arrachages.
L'une des particularités de leurs œuvres est l'anonymat de leurs créations, celles-ci n'étant jamais signées.

## Expositions
- Zelle Arte, « A Compass needle for our starry universe », Palerme, Italie, 2009
- Artzoom, « Regard Contemporain » Journées du patrimoine, Longwy, France, 2009
- UrbanHearts, « Street Art sem fronteiras », São Paulo, Brésil, 2009
- La Femme Tentaculaire, « Décollage », Paris, France, 2009
- Association UDE, « Jardin des Thermopyles », Paris, France, 2010
- En Face, « Exposition Leo & Pipo », Paris, France, 2010
- Galerie La Vitrine, « L’Amour est un animal mort », Arles, France, 2010
- Yono, « Street Love, Exposition Street-Art », Paris, France, 2011
- Galerie W, « Keith Release Party », Paris, France, 2011
- Musée 16, « Diorama of an Art Exhibition n°2 », Santa Ana, Californie, États-Unis, 2011
- En Face, « New works by Leo & Pipo », Paris, France, 2011
- Remote Space, «Leo & Pipo by... », Barcelone, Espagne, 2012
- Le Cabinet d'Amateur, « Collages Urbains 2 », Paris, France, 2012
- Out, « Exposition Leo & Pipo », Paris, France, 2013
- Koan, « Passé surgissant », Dunkerque, France, 2013
- Opus Délits Show, « Street Art Film Festival », Paris, France 2013
- Nunc Gallery, « Vitry, Ville Street Art », Paris, France, 2013
- Projet FMR, « Home Street Home », Montpellier, France, 2014
- Inspire Collective, « Inspiration Art Festival », Jérusalem, Israël, 2014
- Fauve Paris, « 150 ans d'actions: tout un art! », Paris, France, 2014
- En Face, « Exposition Leo & Pipo », Paris, France, 2014
- La Maisonoire, « Collectif Papier », Blainville, France, 2015
- Maison Leclere, « Vente Street Art », Marseille, France, 2015
- Artcurial, « 70 Artistes pour les Autistes », Paris, France, 2015
- Le MUR « Modulable Urbain Réactif », Paris, France, 2015
- En Face, « Leo & Pipo, Imaginary Portraits », Paris, France, 2015
- Chambre Noire, « Géométrie Classique », Paris, France, 2016
- CHEAP, « Street Poster Art Festival », Bologne, Italie, 2016
- Galerie TigoMigo, « El Fiambre Fabuloso », Barcelone, Espagne, 2017
- Espace Jour & Nuit, « From Portrait to Self-portrait », Paris, France, 2017
- Totally Pasted Project, « Art Should be everywhere », Batchawana Bay, Canada, 2017
- Street Art Festival #3, Lillers, France, 2017
- Festival Mtl en Arts, « Art over Ads », Montréal, Canada, 2017
- Leo & Pipo, « Hier s'invite Aujourd'hui », Sassetot-le-Mauconduit, France, 2017
- Leo & Pipo X Lesca, « Vitrines », Paris, France, 2018
- PhEST, « Festa Internazionale della Fotografia », Monopoli, Italie, 2018
- Fondation OVE, « Street Art Médicinal », Paris, France, 2019
- Le Chat Noir, « Expo des Cent Cinquante », Paris, France, 2021
- Untitled Melb, « Paste-Up Project », Melbourne, Australie, 2022
- Graffart, vente Drouot, « Le Prix du Graffiti », Paris, France, 2023

## Ouvrages
- Capucine Lespinas, Nath Oxygène et Augustin Trapenard, Leo & Pipo : Papier-fantôme, Grenoble, Critères, coll. « Opus Délits », janvier 2016, 94 p. (ISBN 978-2370260284)